# 五十嵐雅子
五十嵐 雅子（いがらし まさこ、1948年4月20日 - ）は、日本の比較文学者。創学舎高等学校校長。イスラーム学者だった五十嵐一の妻でもある。また、長男の五十嵐中も大学教授である。旧姓は是川。

## 人物
1971年に東京大学教養学部フランス科を卒業した。同大学院比較文学比較文化修士課程修了後に同じゼミ員の五十嵐一と結婚し、翻訳や夫との共訳などをしていた。1991年（平成3年）の悪魔の詩訳者殺人事件で夫が殺害された後、1993年から出身大学院の博士課程に改めて入学し、1994年より帝京平成大学助教授、2007年准教授となる。2006年、埼玉県深谷市に創学舎高等学校を設立し、校長に就任した。2009年に東都医療大学副学長・教授、2015年には了徳寺大学特任教授に就任した。

## 翻訳
- ロバート・クレイボーン『文字の誕生』タイムライフブックス(ライフ人類100万年) 1977
- キョウコ・イノウエ『マッカーサーの日本国憲法』古関彰一共訳 桐原書店 1994